# Église Sainte-Hélène de Zaghouan
L'église Sainte-Hélène de Zaghouan, située dans la ville de Zaghouan en Tunisie, est une église catholique construite à l'époque du protectorat français. Cédée au gouvernement tunisien en 1964, elle est actuellement reconvertie en complexe culturel.

## Historique de l'église

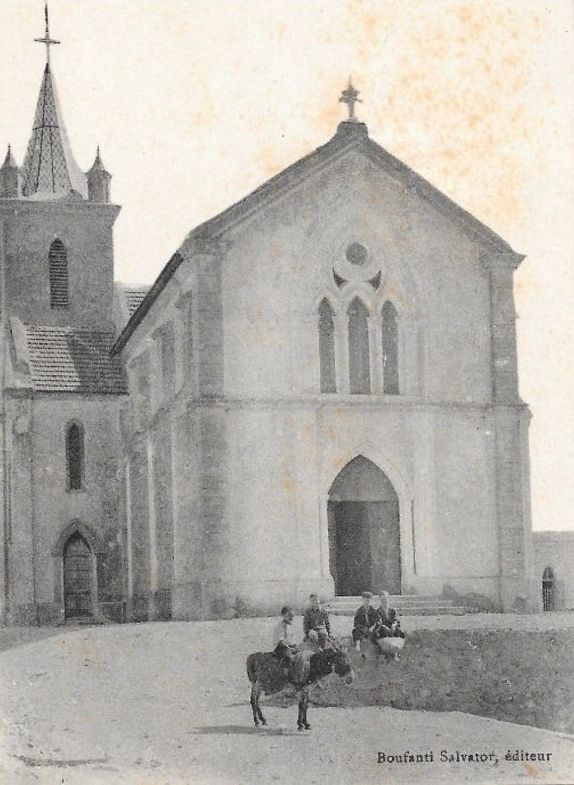
Vue de l'église dans les années 1910.

La paroisse de Zaghouan est créée en 1897. Jusque-là, la ville dépendait de Bir Halima mais l'augmentation de sa population chrétienne fait pencher la balance en sa faveur.
La première tâche de son premier prélat, l'abbé Talis, est de réunir les fonds nécessaires à la construction d'un lieu de culte définitif. Des terrains sont achetés par l'archevêché pour y construire une église et un presbytère. Si ce dernier est achevé le 4 avril 1900, il faut encore attendre deux ans pour que l'église puisse être ouverte au culte le 20 mai 1902. D'après un recensement de 1905, la population chrétienne se monte alors à 536 personnes dont 405 Italiens.
La paroisse couvre une vaste région puisque le prêtre doit aussi célébrer les offices au Pont du Fahs, à Bir Mcherga, Bir Halima et Armand Colin. D'autres annexes dépendent également de sa paroisse à Sminja et Zriba. Pour l'assister dans ses tâches, trois religieuses de Saint Vincent de Paul le rejoignent à Zaghouan. L'une dirige une école de quarante élèves tandis qu'une autre tient un dispensaire.
En 1940, s'inspirant des basiliques byzantines, l'abbé Criscuolo fait construire une chapelle en forme de trèfle dédiée à Sainte Hélène d'après le cadastre. L'autel, sculpté par un artisan de Nabeul, est ainsi disposé de telle façon que tous les assistants le voient de face.
|      | Baptêmes | Mariages | Sépultures |
| ---- | -------- | -------- | ---------- |
| 1900 | 28       | 3        | 11         |
| 1910 | 40       | 6        | 13         |
| 1920 | 27       | 9        | 10         |
| 1930 | 27       | 6        | 7          |
| 1940 | 16       | 11       | 2          |
| 1950 | 16       | 5        | 8          |
| 1960 | 10       | 0        | 1          |

Le départ de nombreux fonctionnaires français sonne le glas de la présence chrétienne à Zaghouan. La nationalisation des terres agricoles européennes le 12 mai 1964 ne laisse plus aucun choix à ceux qui étaient encore là. L'église est finalement fermée à l'occasion du modus vivendi signé entre le gouvernement tunisien et le Vatican le 10 juillet 1964. Le bâtiment est cédé gratuitement avec l'assurance qu'il ne sera utilisé qu'à des fins d'intérêt public compatibles avec son ancienne destination.
Après avoir été un espace culturel, le bâtiment est longtemps resté à l'abandon. Un projet de musée a été envisagé avant d'être abandonné. Il abrite désormais l'Espace Chafia-Skhiri pour les activités et les manifestations culturelles.

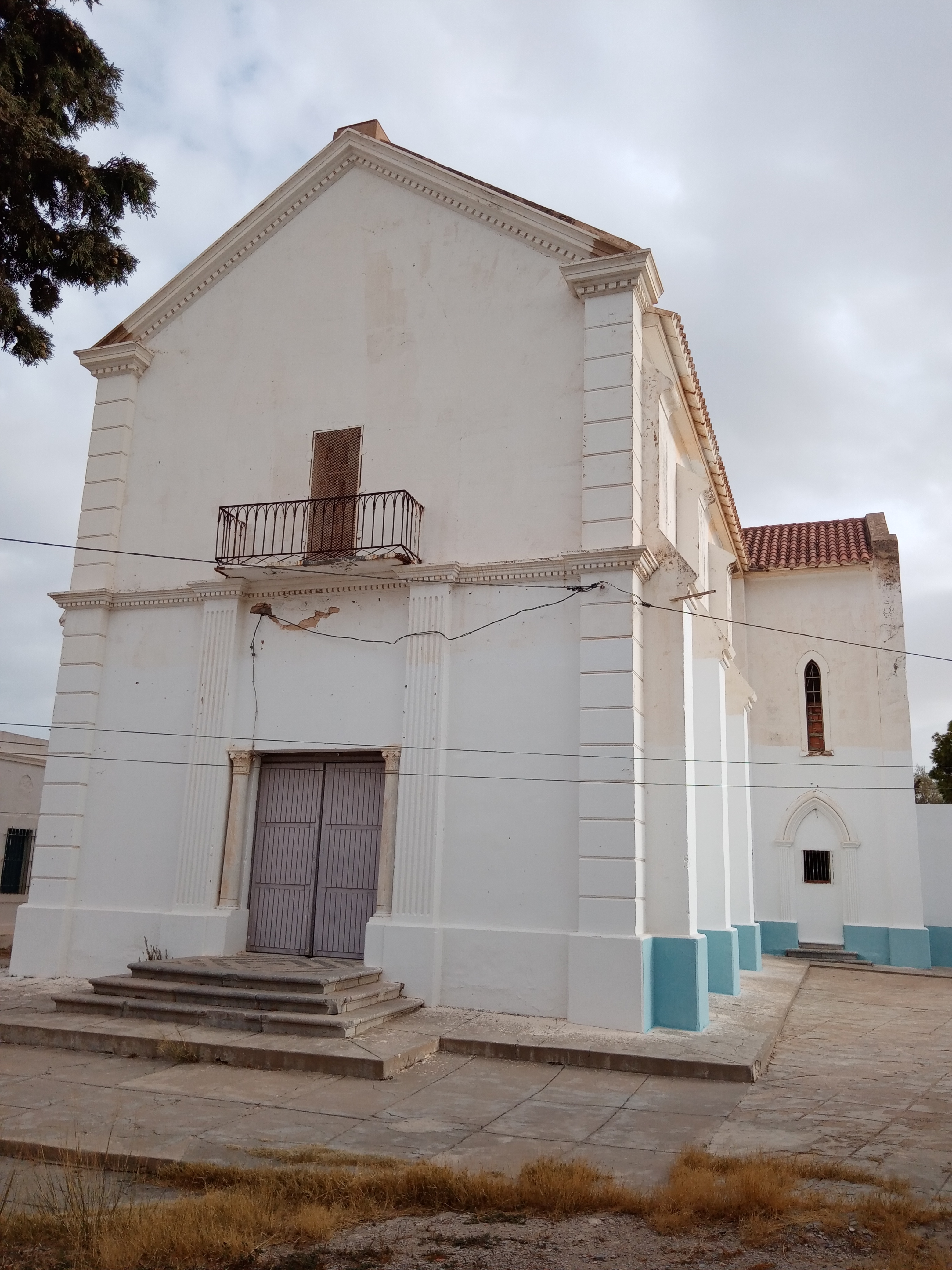
Entrée principale.
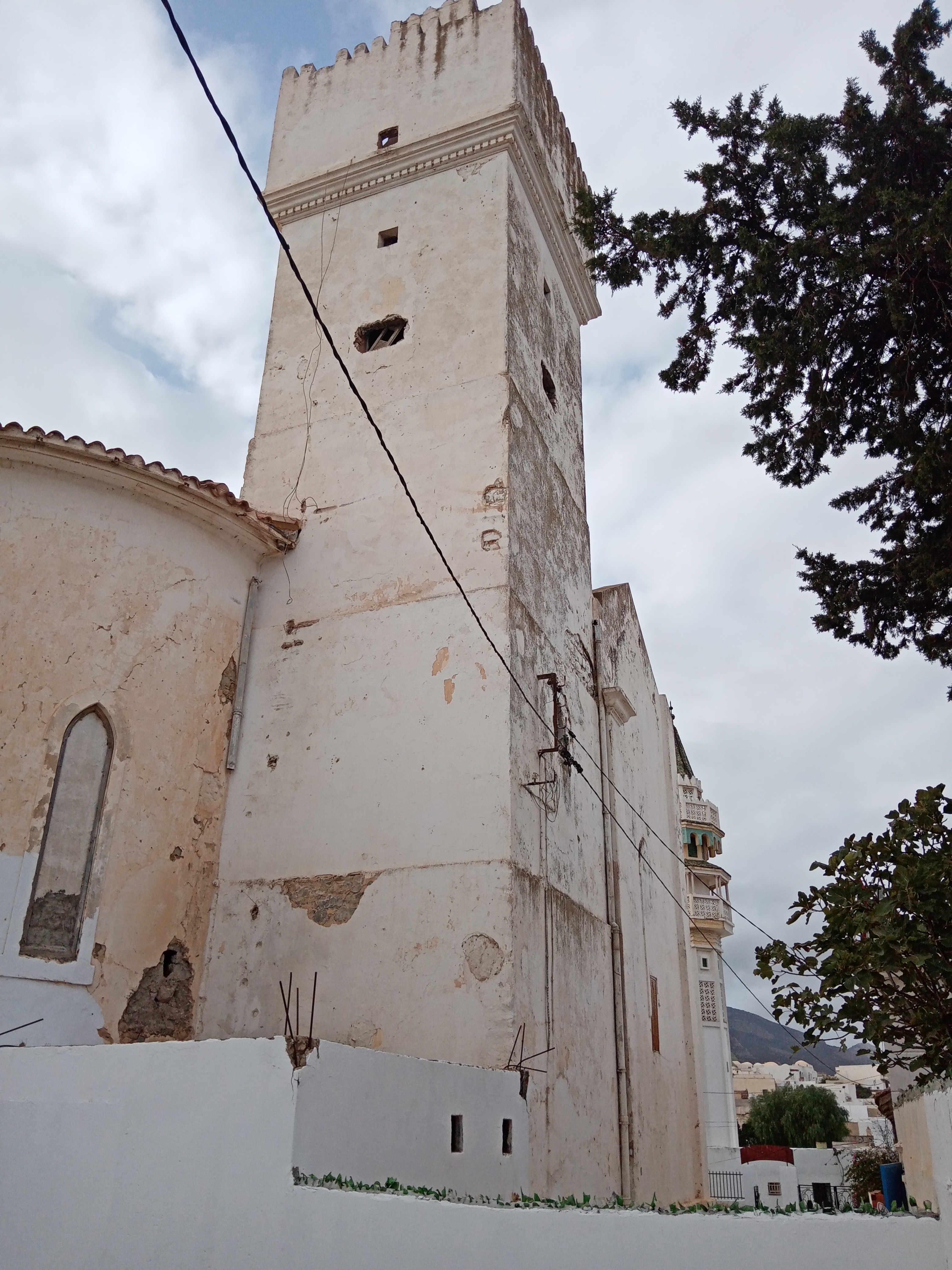
Clocher de l'église.
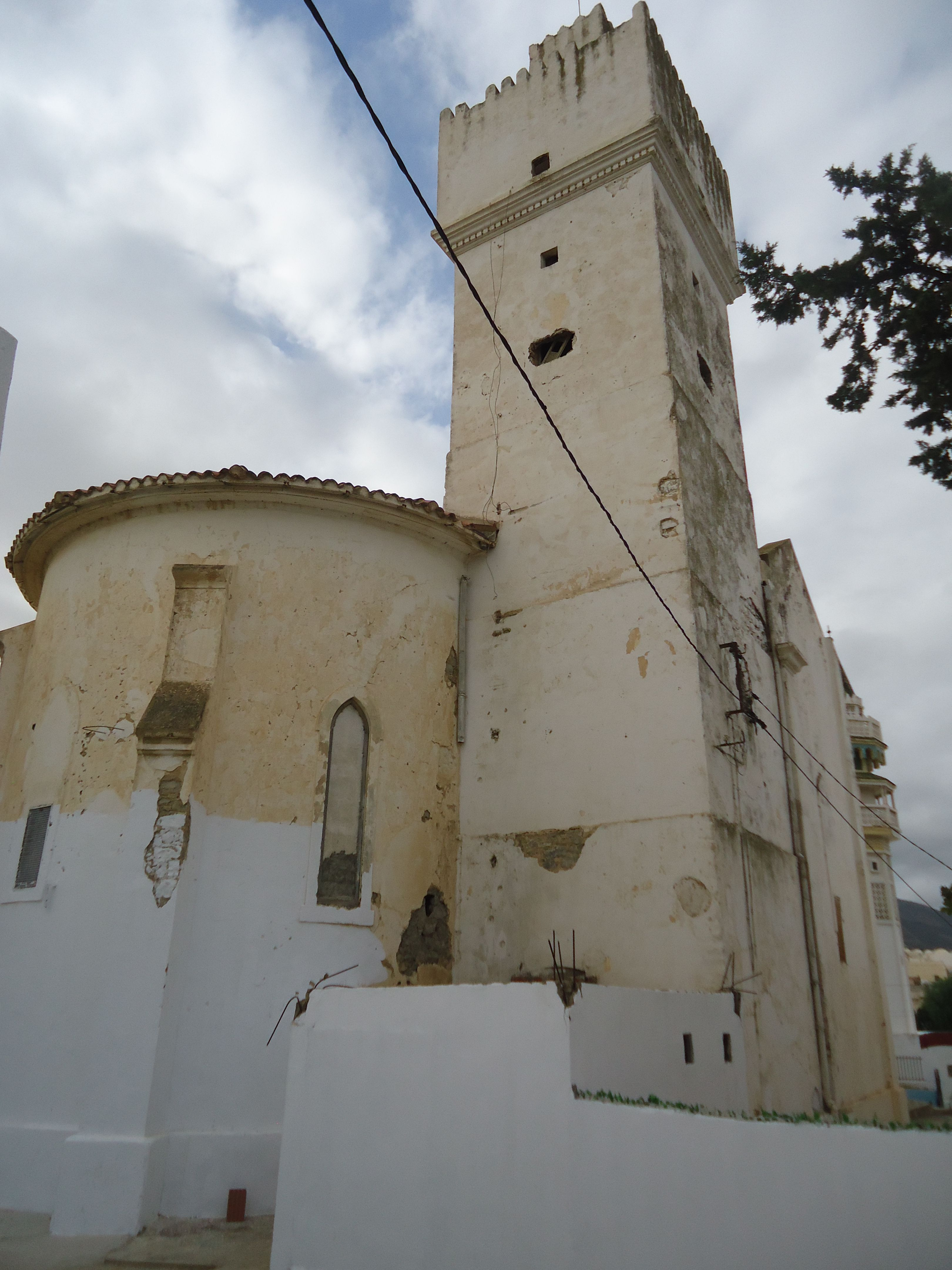
Côté nord-ouest.
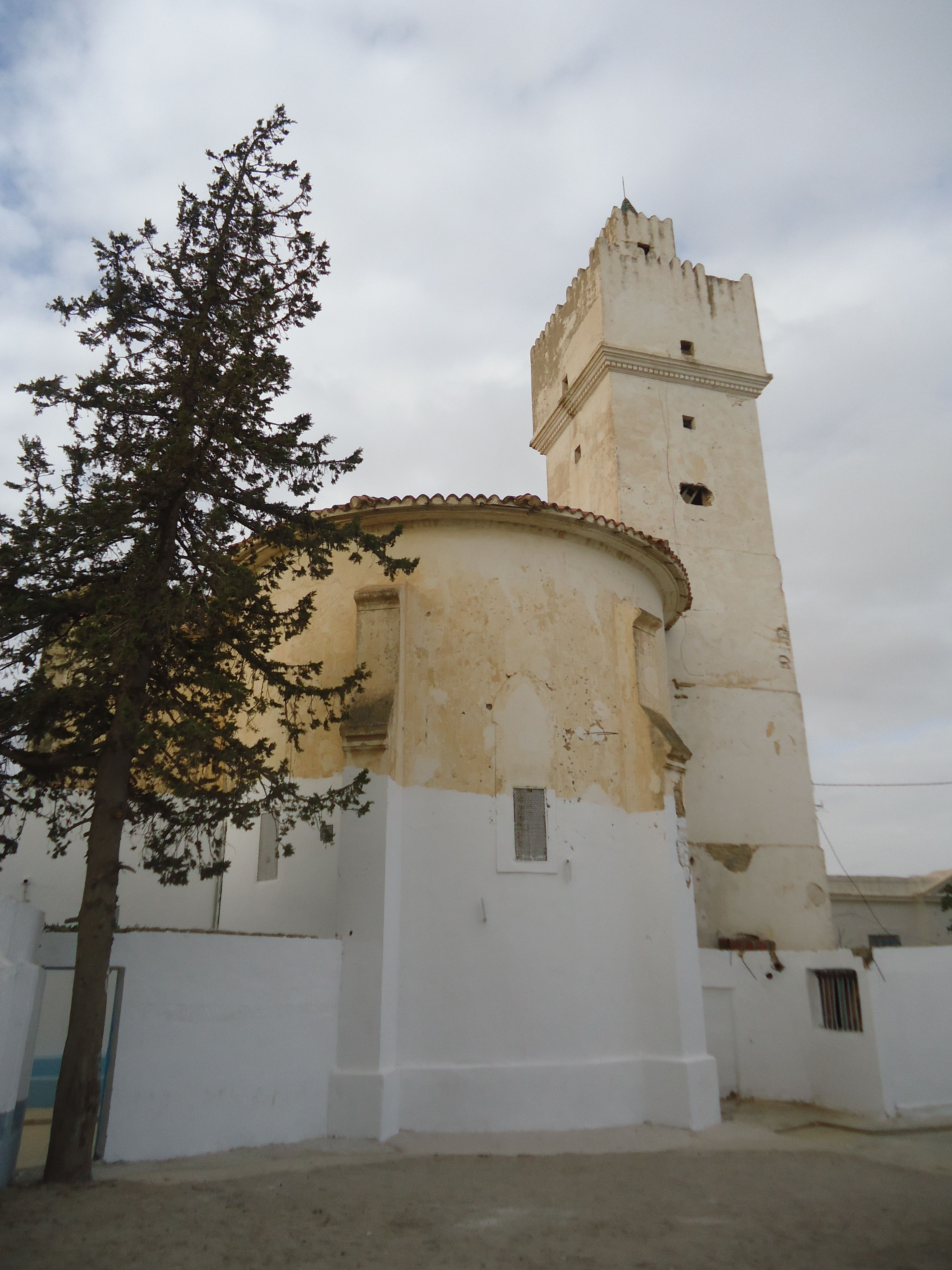
Côté nord-est.
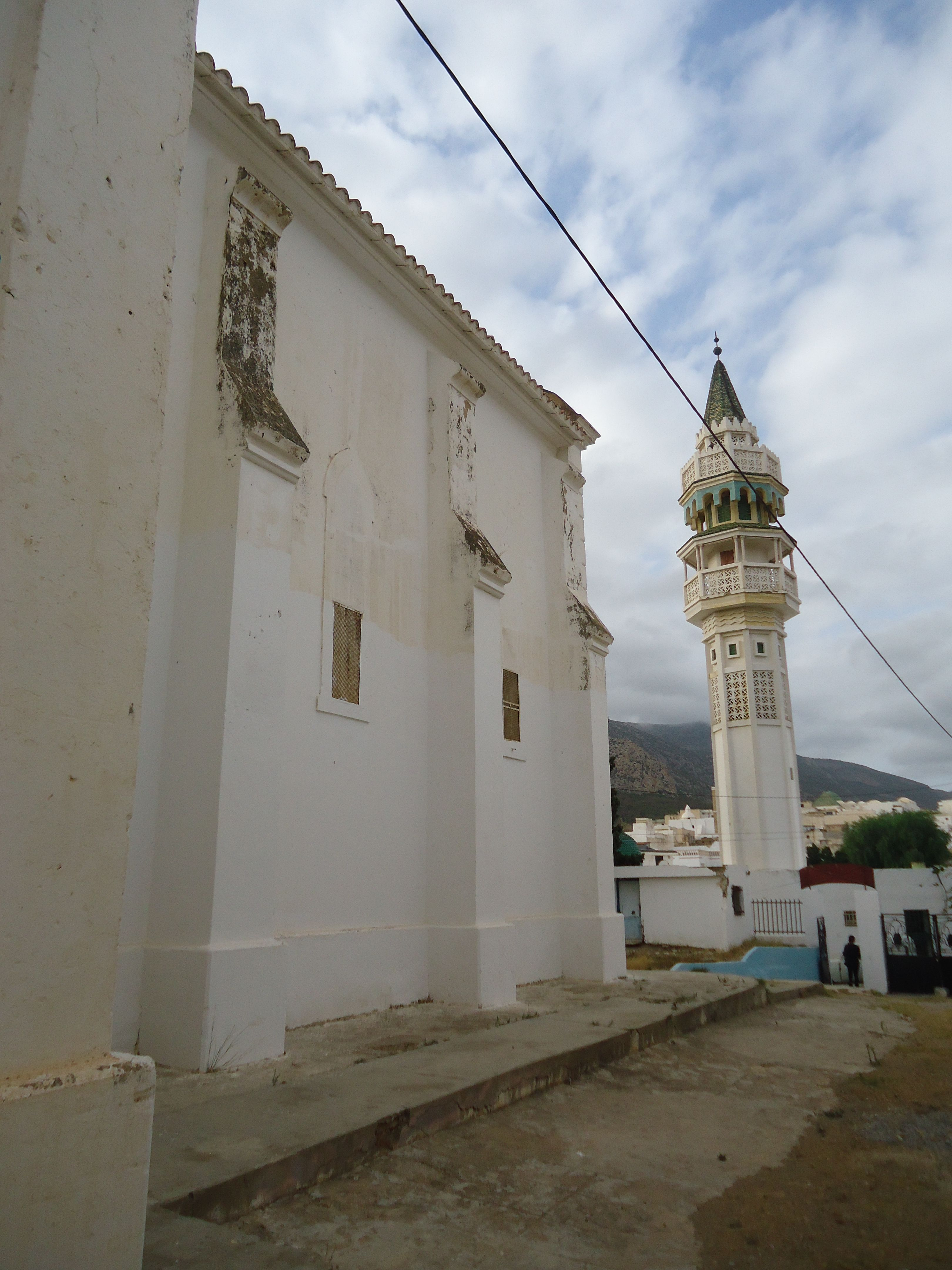
Vue sur le minaret à proximité de l'église.

## Curés de la paroisse
- Abbé Talis (1897-1910) ;
- Abbé Bédu (1910-1935) ;
- Abbé Van den Haak (1935-?) ;
- Abbé Criscuolo (?-?).